# Abacetus discolor
Abacetus discolor là một loài bọ chân chạy thuộc phân họ Pterostichinae. Loài này được Roth mô tả lần đầu năm 1851.